# Hydrodendron daidalum
Hydrodendron daidalum är en nässeldjursart som först beskrevs av Watson 1969.  Hydrodendron daidalum ingår i släktet Hydrodendron och familjen Haleciidae. Inga underarter finns listade i Catalogue of Life.